# 사라왁 왕국
사라왁 왕국(영어: Kingdom of Sarawak, Raj of Sarawak)은 1841년부터 1946년까지 오늘날의 말레이시아 사라왁주에 존재하던 군주국으로, 영국인이 왕으로 재위한 동남아시아 역사상 유일의 유럽계 왕조였다. 1841년에 영국의 탐험가인 제임스 브룩(James Brooke)에 의해 건국되었다.

## 역사
오늘날의 사라왁 주에 해당하는 이 지역은 본래 브루나이 술탄국의 영토였다. 그러나 1839년에 영국인 모험가인 제임스 브룩이 이곳에 출몰하는 반군과 해적을 소탕하는 공로를 세우자, 당시 브루나이의 술탄이던 오마르 알리 사이푸딘 2세가 감사의 표시로 이곳을 브룩의 영지로 하사하였고, 1841년에 그를 사라왁의 왕(Rajah)으로 봉하였다. 사라왁은 1850년 미국, 1864년 영국에 의해 주권 국가로 인정되었다. 인정 이후 제임스 브룩은 브루나이의 영토를 잠식하며 영토를 확장했다. 그의 통치에 반대하는 여러 반란과 이를 진압하는 데 사용된 막대한 비용 등으로 국가의 운영은 혼란스러웠다. 그는 1868년에 모국인 영국으로 돌아가서 그 해에 잉글랜드의 데본 주에 있는 그의 저택에서 생을 마감하였다.
그의 왕위를 이어받은 조카 찰스 앤서니 존슨 브룩은 경제를 개선하고 정부 부채를 줄이고 공공 인프라를 확충하는 등 국가 운영을 정상화시켰다. 찰스 브룩의 끈질긴 요청으로 영국은 1888년 사라왁을 보호국으로 승인했다. 경제 성장을 촉진할 목적으로 찰스 브룩은 청나라와 영국령 싱가포르로부터 농업에 종사할 중국인 노동자들의 이주를 장려했다. 적절한 경제 계획과 안정성을 바탕으로 사라왁은 번영을 누렸고, 석유와 천연 고무 농장의 도입 외에도 후추의 세계 최대 생산지 중 하나로 떠올랐다.
1917년 그의 아들인 찰스 바이너 브룩이 왕위를 계승했지만 통치 중인 1941년에 제2차 세계대전의 일환으로 사라왁 전역이 일본 제국에 점령 하에 놓였고, 그동안 브룩 왕가 전원이 오스트레일리아의 시드니로 망명하여 일본 제국의 점령이 끝난 1945년까지 통치권을 되찾지 못하였다. 제2차 세계대전이 연합국의 승리로 끝나자 1945년에 사라왁 왕실이 일시 복위하지만, 경제적 문제로 1946년 끝내 영국 군정으로의 이양이 결정되어 국왕은 폐위되고 사라왁은 영국 직할통치령인 사라왁 왕령식민지로 이행하였다.